# Miroslav Šmajda
Miroslav Šmajda, parfois appelé Max Jason Mai ou Miro Šmajda, né le 27 novembre 1988 à Košice, est un chanteur slovaque, finaliste de l'émission Česko Slovenská Superstar, la Nouvelle Star tchèque et slovaque.

## Biographie
Le 7 mars 2012, il est choisi sous le nom de Max Jason Mai pour représenter la Slovaquie au Concours Eurovision de la chanson 2012 à Bakou, en Azerbaïdjan avec la chanson Don't Close Your Eyes (« Ne ferme pas les yeux »). Il se classe en 18e et dernière place lors de la deuxième demi-finale et ne se qualifie pas pour la finale. Il demeure le dernier représentant en date de son pays au concours.

## Discographie
- 2010 Loneliness